# عزريئيل
عزريئيل (بالعبرية: עַזְרִיאֵל‏) هو موشاف ديني في وسط إسرائيل. يقع بالقرب من تل موند، ويقع ضِمن نطاق مجلس ليف هشارون الإقليمي. في 2019، بلغ عدد سكانه 904.

## التاريخ
تأسس موشاف عزريئيل عام 1951 من قبل مُهاجِرِين من اليمن. سُمي الموشاف على اسم عزرييل هيلدسهايمر، مؤسس اليهودية الأرثوذكسية الحديثة.
في عام 2006، صادق الموشاف على خطة توسع لجلب عائلات جديدة، حيث انتقلت عشرون أسرة للإقامة فيه بحلول صيف عام 2008.
1. ↑  GeoNames (بالإنجليزية), 2005, QID:Q830106
2. ↑  "معلومات عن عزريئيل على موقع geonames.org". geonames.org. مؤرشف من الأصل في 2021-05-12.
3. ↑  "عدد السكان في المحليات 2019" (XLS). دائرة الإحصاء المركزية الإسرائيلية. اطلع عليه بتاريخ 2020-08-16.